# Évrecy
Évrecy ist eine französische Gemeinde mit 2052 Einwohnern (Stand: 1. Januar 2022) im Département Calvados in der Region Normandie. Évrecy gehört zum Arrondissement Caen und zum Kanton Évrecy. Die Einwohner werden als Ébrocéens bezeichnet.

## Geografie
Évrecy liegt rund 14 Kilometer südwestlich von Caen. Umgeben wird die Gemeinde von Gavrus im Norden, Esquay-Notre-Dame im Nordosten, Avenay im Osten, Maizet im Südosten, Sainte-Honorine-du-Fay im Süden, Vacognes-Neuilly im Südwesten, Le Locheur im Westen sowie Bougy in nordwestlicher Richtung.

## Geschichte
Nördlich des Ortes wurde 1867 ein gallo-römischer Friedhof mit 35 Gräbern gefunden. Bereits im 7. Jahrhundert wurde Évrecy mit den Namen Evrechium, Obrecium und Hebrecium schriftlich erwähnt. Aus Evrechium ist der heutige Ortsname entstanden. Ebenfalls im 7. Jahrhundert gab es in Évrecy ein Kloster, das im 9. Jahrhundert beim Einfall mehrerer Stämme zerstört wurde. Im 10. Jahrhundert ging Évrecy erneut in den Besitz der Bischöfe von Bayeux über, denen es schon zuvor gehört hatte. Im 11. Jahrhundert gab es in dem Ort, der damals den Namen Vreci trug, ein Schloss. Ab 1204 gehörte Évrecy den Königen von Frankreich. Am 23. März 1371 besuchte König Karl IV. Évrecy. Zwischen 1417 und 1450 war der Ort kurzzeitig im Besitz des englischen Königs Heinrich V., kam aber dann wieder zur französischen Krone. Die Burg von Évrecy verfiel, schon im 17. Jahrhundert waren nur noch Mauerreste des Donjon erhalten.
Im Zweiten Weltkrieg wurde das deutsch besetzte Évrecy in der Nacht vom 14. auf den 15. Juni 1944 Ziel einer alliierten Bombardierung. 130 Tote waren zu beklagen. Der Ort wurde am 17. Juli 1944 von der Besatzung befreit. Die Bausubstanz lag zu 85 % in Trümmern.

## Bevölkerungsentwicklung
| Jahr                             | 1962 | 1968 | 1975 | 1982 | 1990 | 1999 | 2009 | 2016 |
| Einwohner                        | 607  | 619  | 828  | 1099 | 1093 | 1263 | 1585 | 2016 |
| Quelle: Cassini, EHESS und INSEE |      |      |      |      |      |      |      |      |

## Sehenswürdigkeiten
- Benediktinerabtei aus dem 7. Jahrhundert
- Kirche Notre-Dame aus dem 13. Jahrhundert, seit 1927 Monument historique
- Schloss
- Lavoir (Waschhaus)

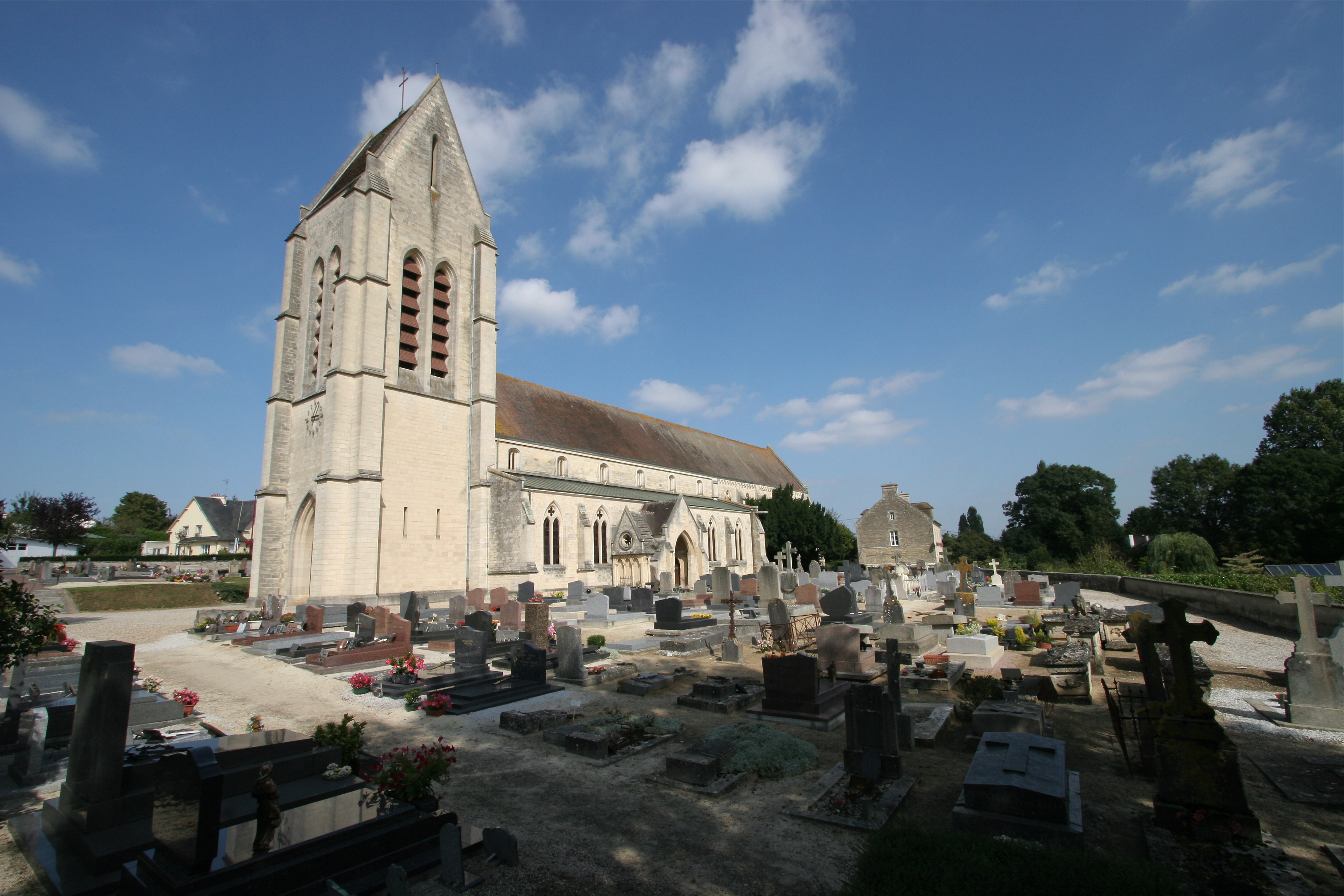
Kirche Notre-Dame
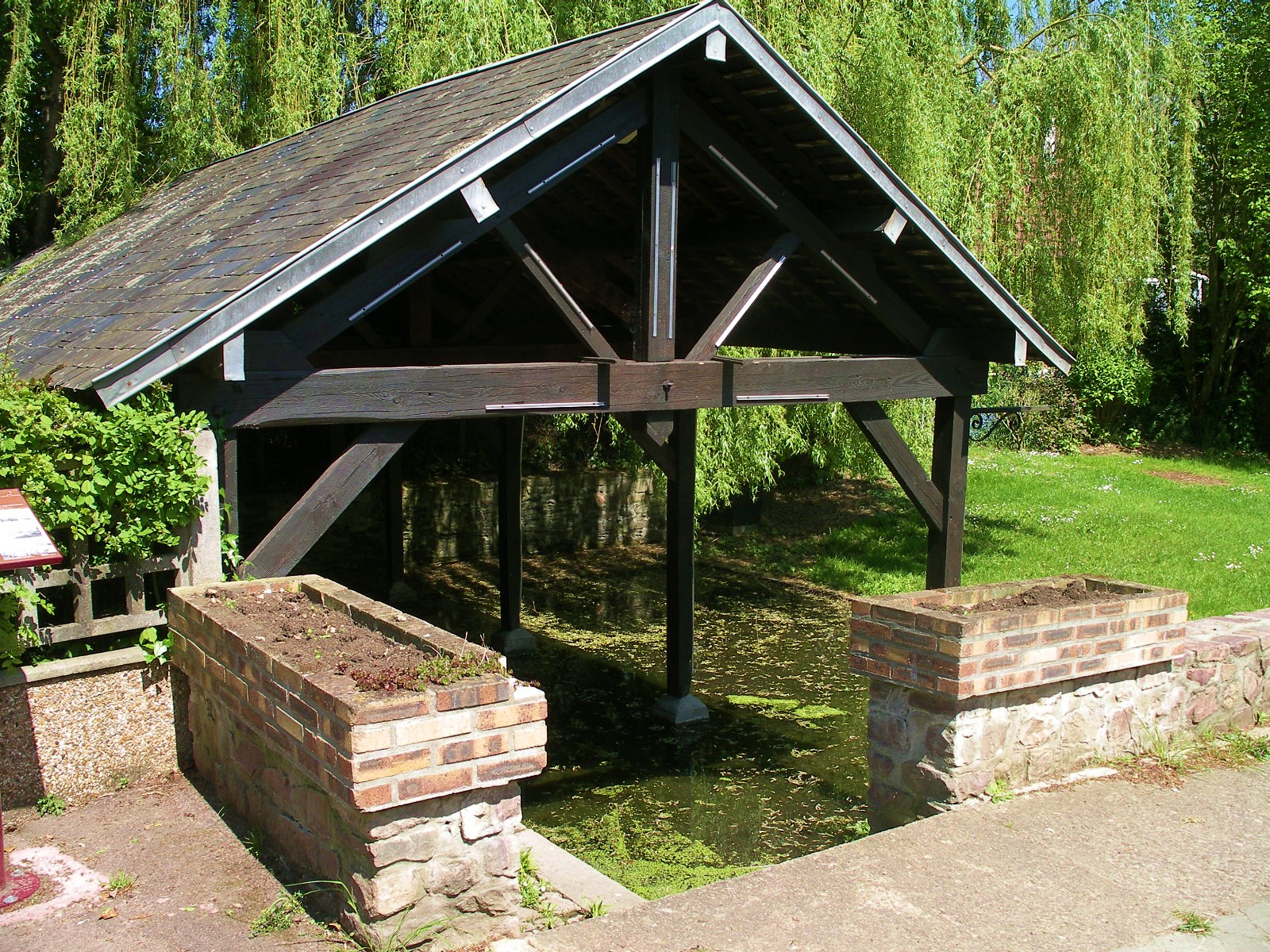
Waschhaus

## Gemeindepartnerschaften

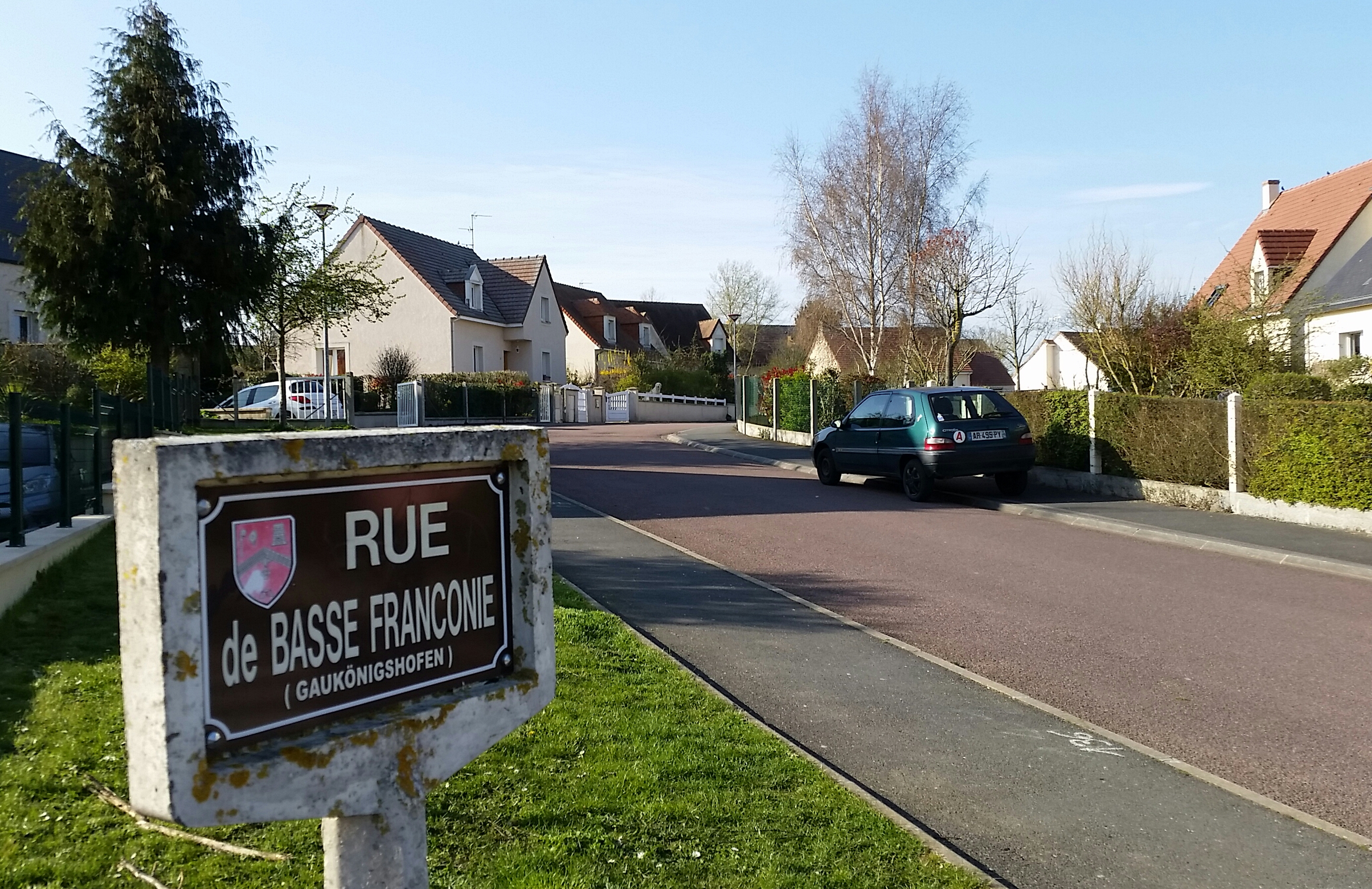
Rue de Basse Franconie („Straße Unterfranken“) in Évrecy

Seit 1997 besteht eine Partnerschaft mit der deutschen Gemeinde Gaukönigshofen in Unterfranken.